# براغي بيرغسون
براغي بيرغسون (بالسويدية: Bragi Bergsson)‏ هو لاعب كرة قدم ومغني سويدي في مركز الوسط، ولد في 30 أبريل 1993 في آيسلندا. لعب مع فاسترا فرولندا ‏.

## وصلات خارجية
- براغي بيرغسون على موقع اتحاد السويد (السويدية)
- براغي بيرغسون على موقع Soccerway.com (الإنجليزية)